# Distretto di Putinza
Il distretto di Putinza è uno dei trentatré distretti della provincia di Yauyos, in Perù. Si trova nella regione di Lima e si estende su una superficie di 66,44 chilometri quadrati.
Istituito il 6 ottobre 1964, ha per capitale la città di San Lorenzo de Putinza.